# Юпитер (бомбардирский корабль, 1755)
«Юпитер» — парусный бомбардирский корабль Балтийского флота Российской империи, участник Семилетней войны.

## Описание корабля
Один из шести парусных бомбардирских кораблей типа «Дондер», строившихся в 1751—1771 годах на верфях Санкт-Петербурга и Кронштадта по проекту кораблестроителя Д. Сютерланда. Длина корабля по сведениям из различных источников составляла 28,9—29 метра, ширина — 8,2—8,23 метра, глубина интрюма — 3,3 метра и осадка — 3,35—3,7 метра. Вооружение судна составляли 10 орудий, включавшие мортиры и гаубицы, а экипаж состоял из 100 человек.

## История службы
Бомбардирский корабль «Юпитер» был заложен в Санкт-Петербургском адмиралтействе 18 (29) октября 1754 года и после спуска на воду 7 (18) июля 1755 года вошёл в состав Балтийского флота России. Строительство корабля вёл кораблестроитель Кронинг по проекту корабельного мастера майорского ранга Д. Сютерланда.
Принимал участие в Семилетней войне 1756—1763 годов. В кампанию 1757 года 1 (12) мая вошёл в состав отряда капитана 2-го ранга В. И. Ляпунова, направлявшегося для содействия войскам из Кронштадта в Мемель. 9 (20) мая корабли отряда попали в сильный шторм, во время которого «Юпитер» получил повреждения, в связи с чем по окончании шторма ушёл на ремонт к Либаве. 17 (28) июня корабль подошёл к крепости Мемель и участвовал в её осаде, где в составе отряда бомбардирских кораблей с 20 июня (1 июля) по 24 июня (5 июля) вёл бомбардировку крепости до её полной капитуляции. 8 (19) сентября в составе отряда ушёл от Мемеля, на следующий день корабли отряда попали в сильный двухдневный шторм у Готланда, а 27 сентября (8 октября) пришли в Ревель. 9 (20) октября корабль вернулся в Кронштадт.
В кампанию 1758 года 2 (13) июля ушёл из Кронштадта в составе эскадры адмирала З. Д. Мишукова, которая 9 (20) июля у острова Амагер присоединилась к объединённому русско-шведскому флоту, в составе которого до 28 августа (8 сентября) принимала участие в блокаде пролива Зунд. После завершения блокады русская эскадра ушла в Балтийское море. 8 (19) сентября корабли эскадры попали в сильный шторм, 22 сентября (3 октября) добрались до Ревеля, а 30 сентября (11 октября) вернулись в Кронштадт. В течение всей кампании следующего 1759 года находился в Кронштадте.
Во время кампаний 1760 и 1761 годов принимал участие в действиях русских войск и флота под Кольбергом. C 25 июля (5 августа) по 15 (25) августа 1760 года с составе эскадры адмирала З. Д. Мишукова перешёл из Кронштадта к Кольбергу. С 17 (28) августа по 8 (19) сентября в составе отряда бомбардирских кораблей принимал участие в почти ежедневной бомбардировке города и береговых укреплений. С 10 (21) сентября по 28 сентября (9 октября) совершил переход в Кронштадт, зайдя по дороге в Ревель. С 13 (24) июля по 13 (24) августа 1761 года перешёл из Кронштадта к Кольбергу в составе эскадры контр-адмирала С. И. Мордвинова, где с 14 (25) августа по 15 (26) сентября в составе отряда бомбардирских кораблей вновь принимал участие в бомбардировке береговых укреплений, при этом 28 августа (8 сентября) сам получил повреждения в результате попадания неприятельской бомбы, однако бомбардировку крепости не прекратил. 28 сентября (9 октября) 1761 эскадра, в которой находился и «Юпитер», ушла от Кольберга. 2 (13) октября корабли попали в сильный шторм, во время которого бомбардирский корабль отделился от эскадры и 13 (24) октября в одиночку пришел в Данциг из-за того, что на судне закончились запасы воды и пищи. После пополнения запасов с 20 (31) октября по 7 (18) ноября совершил переход из Данцига в Кронштадт.
С 1762 по 1764 год в плаваниях не участвовал и в течение всего времени кампаний этих лет находился в Кронштадтской гавани. 
В 1765 году в составе эскадры С. И. Мордвинова принимал участие в практическом плавании и показательных учениях. 2 (12) июня эскадра вышла из Кронштадта в Финский залив. 7 (18) июня к эскадре на яхте подошла императрица Екатерина II и для неё были организованы показательные маневры кораблей эскадры и обстрел специально построенного на берегу городка. 2 (13) июля эскадра вернулась в Кронштадт.
В 1769 году бомбардирский корабль «Юпитер» был разобран в Кронштадте.

## Командиры корабля
Командирами бомбардирского корабля «Юпитер» в разное время служили:
- А. В. Мусин-Пушкин (1755 год);
- М. Елизаров (1757 год);
- И. Быков (1758 год);
- С. Б. Шубин (1759 год);
- П. К. Креницын (1760—1761 годы);
- С. М. Жемчужников (1762 год);
- А. Е. Шельтинг (1763 год);
- М. Б. Буньков (1765 год).

### Комментарии
1. ↑  Также в серию входили бомбардирские корабли «Дондер», «Самсон», «Гром», «Марс» и «Юпитер» 1771 года постройки.
2. ↑  95 футов.
3. ↑  27 футов.
4. ↑  11 футов.
5. ↑  Блокада осуществлялась с целью недопущения английского флота в Балтийское море.